# Stenopogon ortegai
Stenopogon ortegai là một loài ruồi trong họ Asilidae. Stenopogon ortegai được Martin miêu tả năm 1968. Loài này phân bố ở vùng Tân nhiệt đới.